# Дуглас-Скотт-Монтегю, Ральф, 4-й барон Монтегю из Бьюли
Ральф Дуглас-Скотт-Монтегю, 4-й барон Монтегю из Бьюли (англ. Ralph Douglas-Scott-Montagu, 4th Baron Montagu of Beaulieu; родился 13 марта 1961 года) — английский пэр и владелец поместья Бьюли, где находится Национальный автомобильный музей.

## Ранняя жизнь и семья
Родился 13 марта 1961 года. Единственный сын Эдварда Дугласа-Скотта-Монтегю, 3-го барона Монтегю из Бьюли (1926—2015), и его первой жены, Белинды, леди Монтегю, урожденной Кроссли (род. 1932). Ральф Монтегю — внук Джона Дугласа-Скотта-Монтегю, 2-го барона Монтегю из Бьюли (1866—1929) и его второй жены Элис Крейк (1895—1996).
Его родители развелись в 1974 году, и позже в том же году его отец женился на своей второй жене Фионе Маргарет Герберт, с которой у него был еще один сын, сводный брат лорда Монтегю, достопочтенный Джонатан Дин Дуглас-Скотт-Монтегю (родился 11 октября 1975 года).
Он получил образование в школе Милфилд (Стрит, графство Сомерсет) и в Центральной школе искусств и дизайна в Лондоне.

## Карьера
Лорд Монтегю — графический дизайнер и глава радио Heritage Radio в Radio Times. Он продюсировал документальный фильм Лорда Монтегю о своем отце и серию короткометражных фильмов о звездах комедийного сериала Dad’s Army.
Он также является президентом Общества защиты Солента, губернатором Уолхэмптонской школы, директором Beaulieu Enterprises Ltd и попечителем Национального автомобильного музея, Сельского образовательного фонда и Хэмпширского архивного фонда.
Обеспокоенный тем, что местные жители были оценены, лорд Монтегю сыграл важную роль в обеспечении социального жилья в деревне Бьюли.

## Личная жизнь
Лорд Монтегю женат на Эйлсе, леди Монтегю, урожденной Кэмм . У пары нет детей.
Предполагаемым наследником баронства является сводный брат лорда Монтегю, Джонатан Дуглас-Скотт-Монтегю, биохимик, женатый на фотографе
Натали Дауст.